# تصرف تایگر مانتین
تصرف تایگر مانتین (انگلیسی: Taking Tiger Mountain) یک فیلم علمی تخیلی آمریکایی است که در سال ۱۹۸۳ منتشر شد. از بازیگران فیلم می‌توان به بیل پکستون اشاره کرد که یکی از نخستین نقش‌آفرینی‌های او محسوب می‌شود.
در سال ۱۹۷۳، کنت اسمیت شعری دربارهٔ ربوده شدن جان پل گتی سوم نوشت که به‌نوعی دست نوشتهٔ اولیه برای فیلم‌نامه تصرف تایگر مانتین محسوب می‌شد. اسمیت همچنین از رمان بیگانه نوشته آلبر کامو الهام گرفت. اسمیت که به‌عنوان کارمند دایرةالمعارف بریتانیکا فیلمز با بیل پکستون همکار بود، در سال ۱۹۷۴ به همراه وی و یک دانشجوی دانشگاه تگزاس در آستین به نام تام هاکبی به مراکش سفر کرد تا فیلمبرداری فیلم را آغاز کند. همبازی‌های پکستون در این فیلم به جای بازیگران حرفه‌ای، ساکنان شهرهایی در ولز بودند که فیلم در آنجا فیلمبرداری شد. این فیلم به صورت سیاه‌وسفید و بدون صدا فیلمبرداری شده‌است تا بعداً دیالوگ به صورت دوبله به آن اضافه شود. در سال ۱۹۷۹، هاکبی فوتیج‌ها را از اسمیت اجاره کرد تا آن را به یک فیلم بلند تبدیل کند. هاکبی و پکستون تصمیم گرفتند ایده اولیه بر اساس ربوده شدن جان پل گتی سوم را کنار بگذارند و از پل کالوم برای تغییر فیلمنامه کمک گرفتند.